# 吴子牛 (力学家)
吴子牛，清华大学大学教授，研究方向为流体力学、旋涡理论与应用等。任中华人民共和国教育部第四批"长江学者"特聘教授，早年曾就读于北京航空学院、巴黎第六大学。